# Цельмес
Цельмес — село в Хунзахском районе Дагестана. Входит в состав сельского поселения Тлайлухский сельсовет.

## Географическое положение
Расположено на реке Хебдареч, в 1,5 км к востоку от центра сельского поселения села Тлайлух и в 16 км к северо-западу от районного центра села Хунзах.

## Население
| 1888 | 1895 | 1926 | 1939 | 1970 | 1989 | 2002 |
| ---- | ---- | ---- | ---- | ---- | ---- | ---- |
| 229  | ↗260 | ↘251 | ↗311 | ↘266 | ↘263 | ↗321 |
| 2010 | 2021 |      |      |      |      |      |
| ↗377 | ↘354 |      |      |      |      |      |

По данным Всероссийской переписи населения 2010 года — моноэтничное аварское село.